# Spraypark

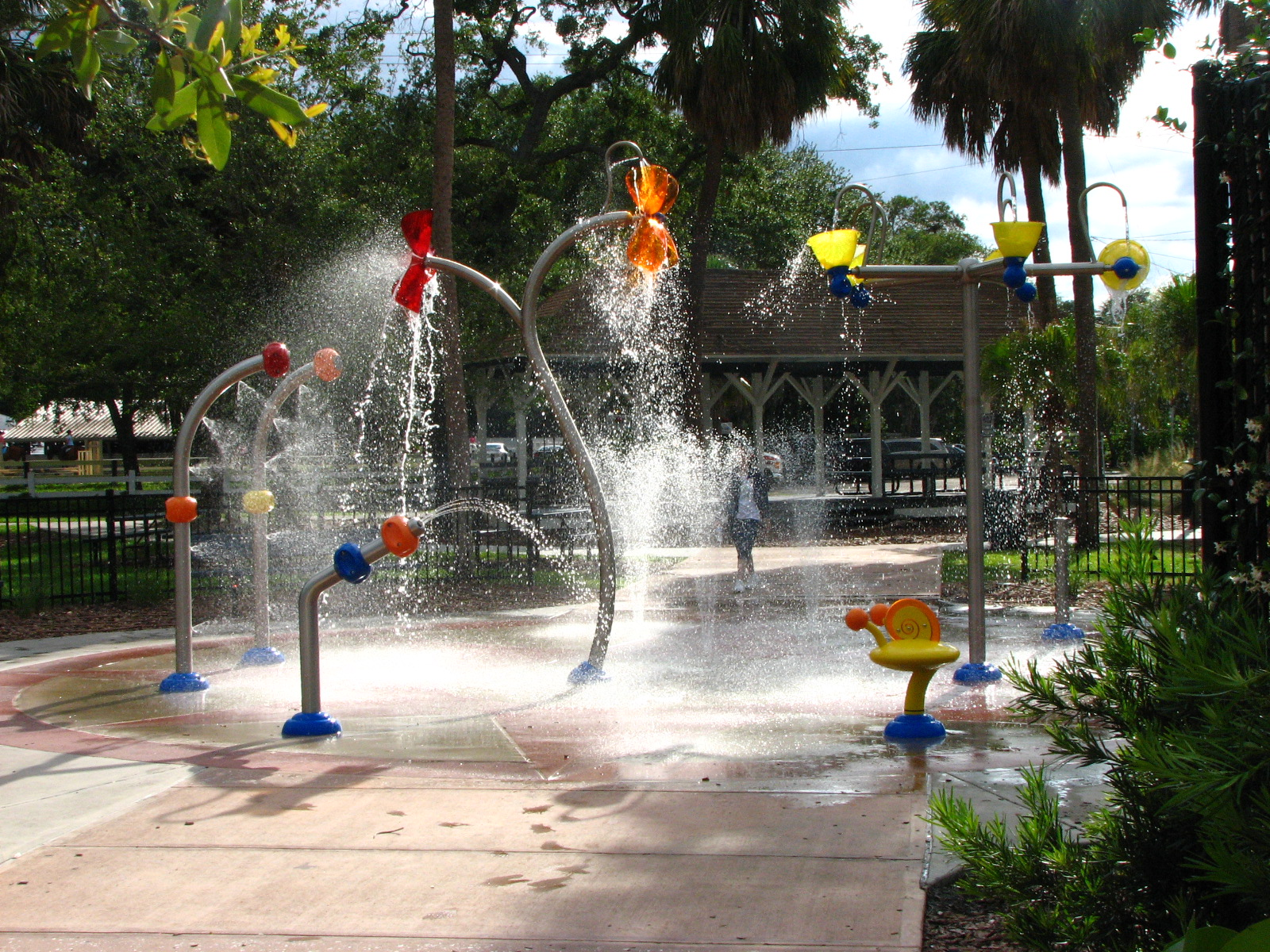

Een spraypark is een speelplaats met water, bijvoorbeeld in een zwemcomplex of attractiepark.
Sprayparken staan ook steeds vaker in openbare ruimtes zoals parken en openbare speeltuinen.
Een spraypark bestaat uit één of meerdere waterspuitende speeltoestellen, zoals fonteinen of een watergordijn.
Typerend aan een spraypark is dat het steeds is gebouwd op een horizontale, waterdoorlatende vloer. Dit in tegenstelling tot een waterspeeltuin, die ook gebouwd kan worden in een ondiepe waterbak van bijvoorbeeld 10 centimeter diep. Gezien de termen dicht bij elkaar aanleunen, wordt een spraypark soms toch ook een waterspeelplaats genoemd.